# بول هيلير
بول هيلير (بالإنجليزية: Paul Hillier)‏ هو موزع وموسيقي ومغني بريطاني، ولد في 9 فبراير 1949 في دورشيستر (دورست) في المملكة المتحدة.

## وصلات خارجية
- الموقع الرسمي
- بول هيلير على موقع ميوزك برينز (الإنجليزية)
- بول هيلير على موقع ديسكوغز (الإنجليزية)